# Moechotypa asiatica
Moechotypa asiatica är en skalbaggsart som först beskrevs av Maurice Pic 1903.  Moechotypa asiatica ingår i släktet Moechotypa och familjen långhorningar.
Artens utbredningsområde är Nepal. Inga underarter finns listade i Catalogue of Life.